# Bogra
Bogra (beng. বগুড়া Bagṛā) – miasto w północnym Bangladeszu, w prowincji Radźszahi, ośrodek przemysłowy. Według danych szacunkowych na rok 2013 liczy 276 389 mieszkańców.